# Nanut
Nanut je priimek več znanih Slovencev:
- Anton Nanut (1932—2017), dirigent, prof. AG
- Anton Nanut (1927—1993), gospodarstvenik
- Cvetko Nanut (*1931), politik
- Dunja Nanut, zamejska zgodovinarka slovenskega rodu v Trstu
- Ivan Nanut (1866—1958), športnik rokoborec
- Janez Nanut (1925—2011), duhovnik
- Jasmina Nanut, violinistka
- Karlo Nanut, častnik (podpolkovik?) SV
- Kazimir Nanut (1906—1976), kulturni in prosvetni delavec
- Matjaž Nanut (*1969), pravnik, odvetnik. mag. ekonomije, predavatelj
- Roberto Nanut (1941—2007), arhitekt in kipar
- Valter Nanut, fotograf
- Vasja Nanut, likovni pedagog
- Viljem Nanut (1899—1964), prosvetni delavec in politik
- Vladimir Nanut (*1946), ekonomist